# 100.000 duros
100.000 duros és un drama en tres actes i en vers, original de Frederic Soler en col·laboració amb Josep Martí Folguera, estrenat la nit del dia 20 de març de 1887, al Teatre Català Romea de Barcelona.
Segons l'erudit reusenc Joaquim Santasusagna, és una obra que planteja un cas de triangle amorós i que resol amb el triomf de l'amor veritable. Parteix d'una tesi que té un desenllaç moralitzant. El seu assumpte, que pretén ser original, se'l pot qualificar, com ja va fer Josep Yxart per definir el personatge principal i la seva conducta, d'inversemblant i pueril. Aquest personatge, enamorat de la muller d'un amic, mor víctima de la seva passió i es venja llegant cent mil duros a la dona que no ha pogut tenir, el marit de la qual està arruïnat. L'hereva renúncia a l'herència perquè li sembla que així salva l'honor, encara que no eviti l'ensorrada econòmica. L'assumpte és gairebé irreal, però està resolt amb habilitat.

## Repartiment de l'estrena
- Sara (40 anys): Concepció Pallardó
- Teresa (60 anys): Caterina Mirambell
- Ramon (45 anys): Teodor Bonaplata
- Lluís (42 anys): Jaume Virgili
- Ernest (20 anys): Frederic Fuentes
- Artur (20 anys): Ernest Fernández
- Notari (50 anys): Ramon Valls
- Un actuari: ?
- Dos agutzils: ?

## Edicions
- 1a ed.: Barcelona: Llibreria d'Eudalt Puig, 1887
- 2a. ed.: Barcelona: Casa Editorial de Teatre. Bonavia i Duran, impressors, 1916